# Melitaea phoebe
Melitaea phoebe är en fjärilsart som beskrevs av Jean Baptiste Godart 1821. Melitaea phoebe ingår i släktet Melitaea och familjen praktfjärilar. Inga underarter finns listade i Catalogue of Life.

## Bildgalleri

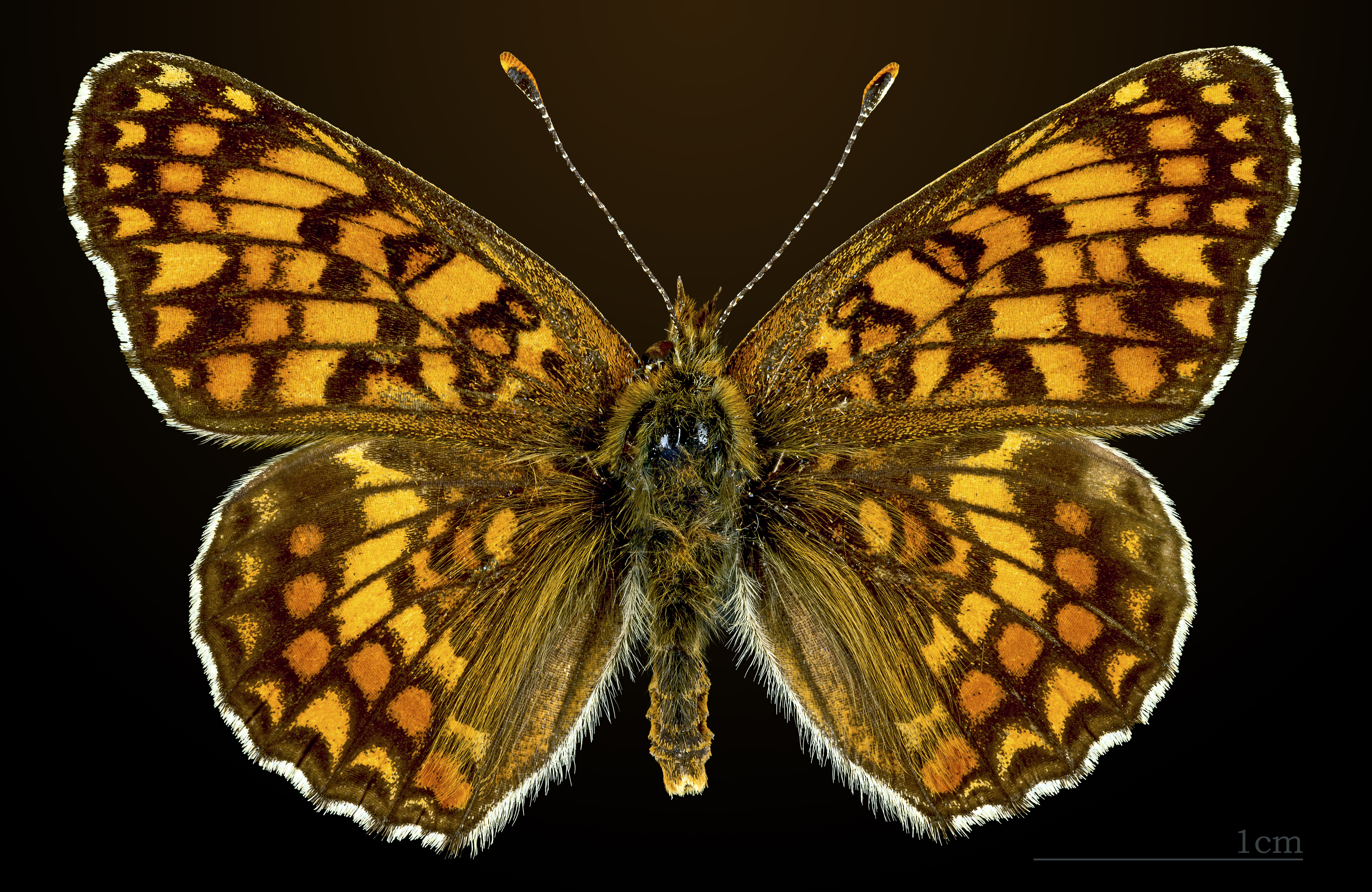
♂
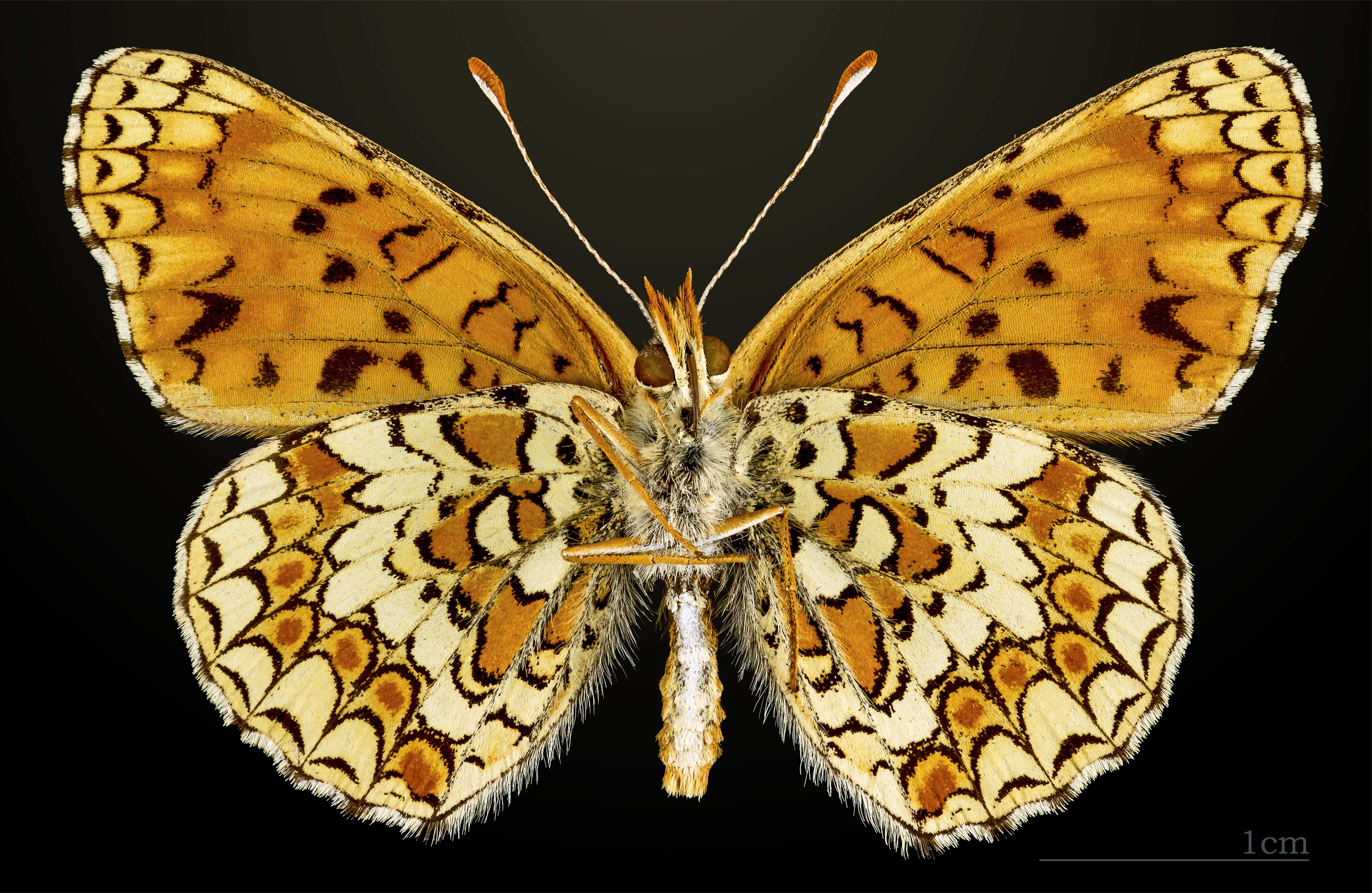
♂ △
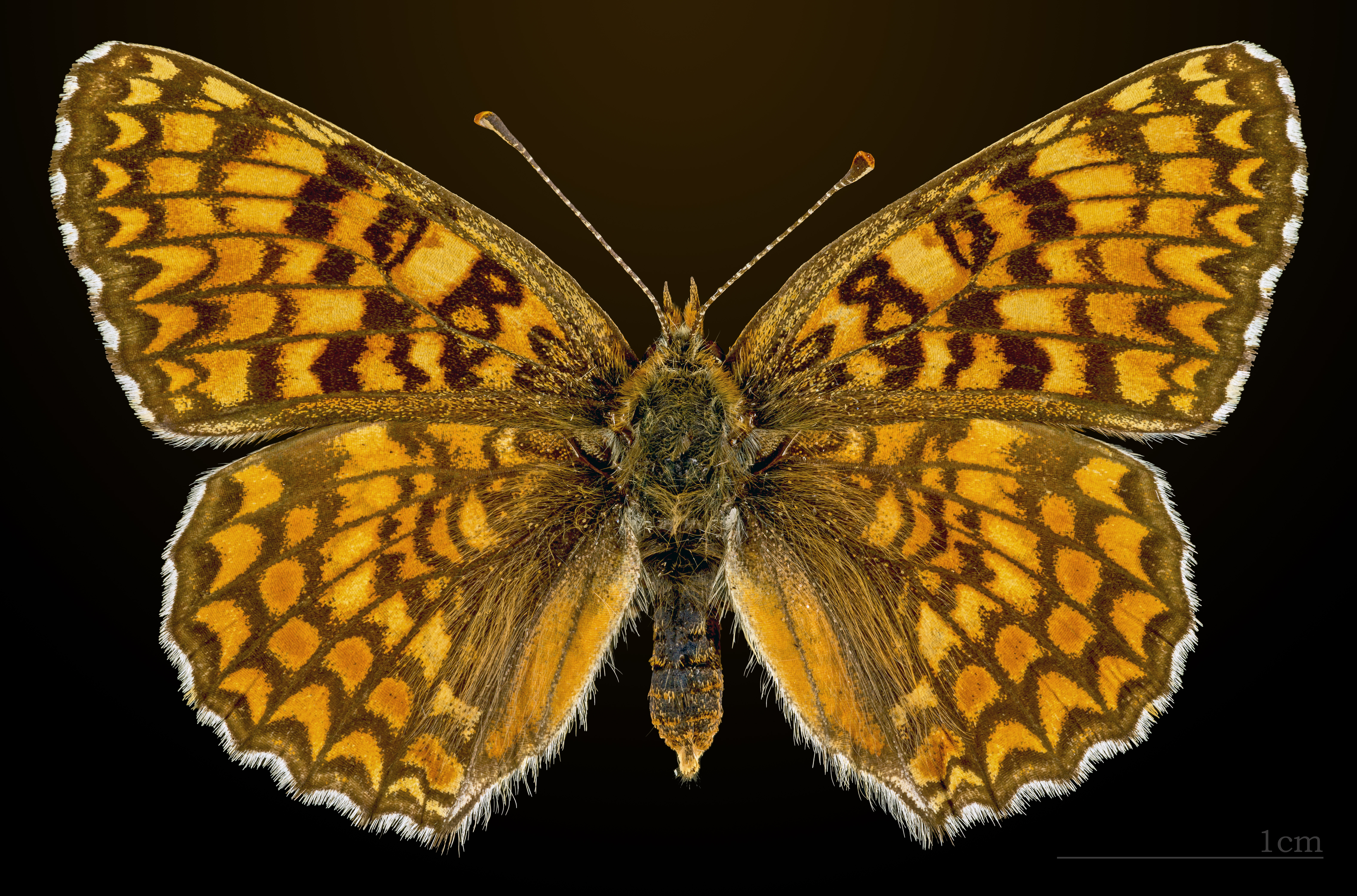
♀
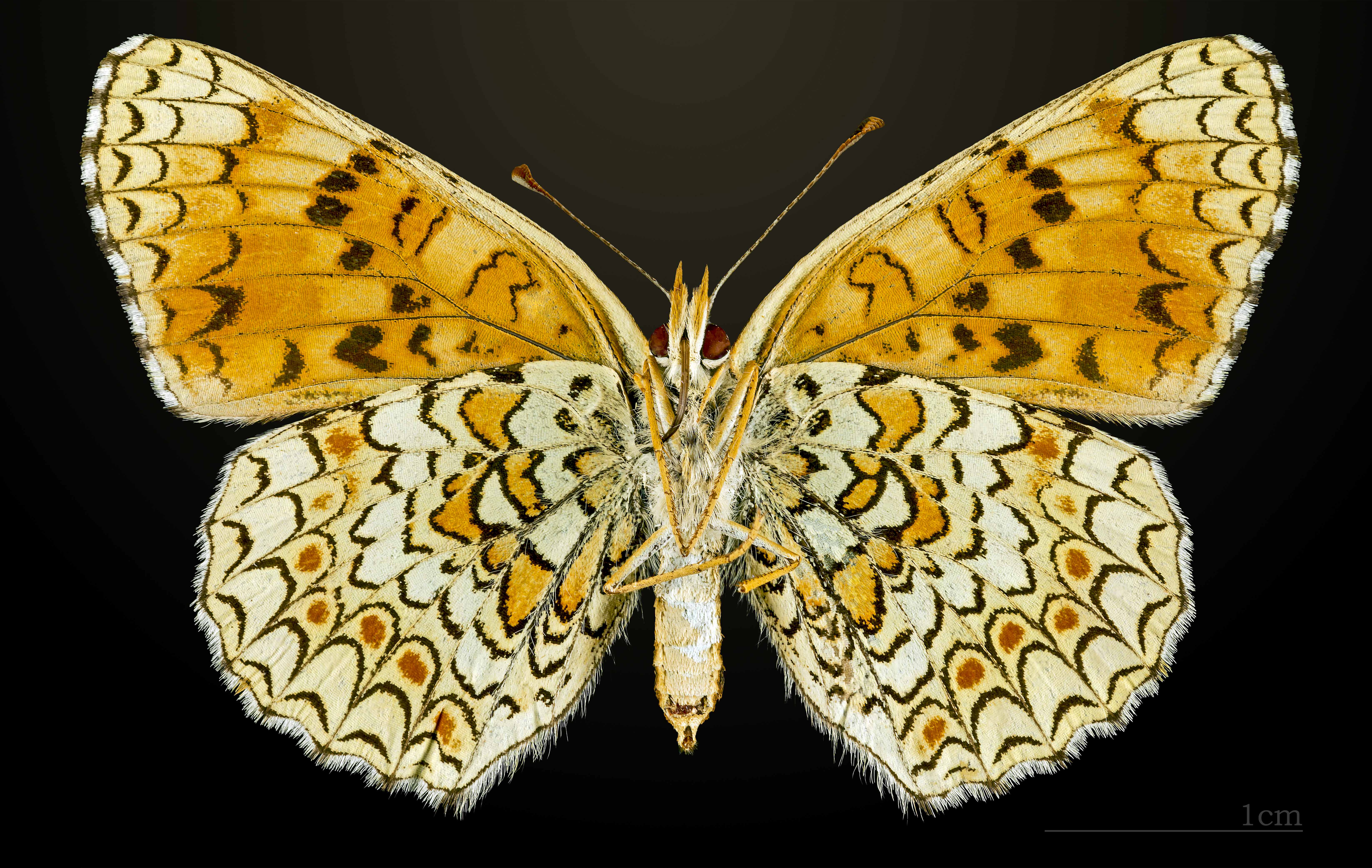
♀ △
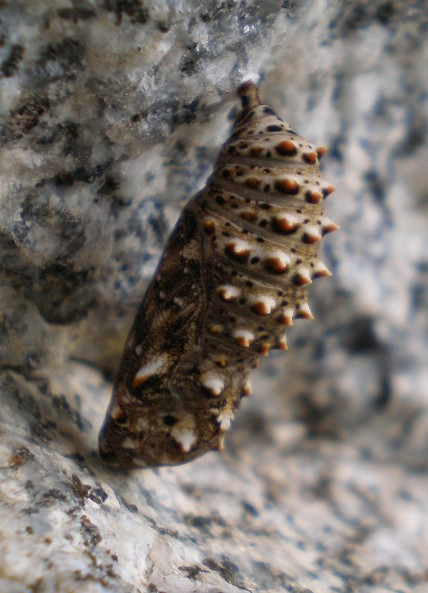
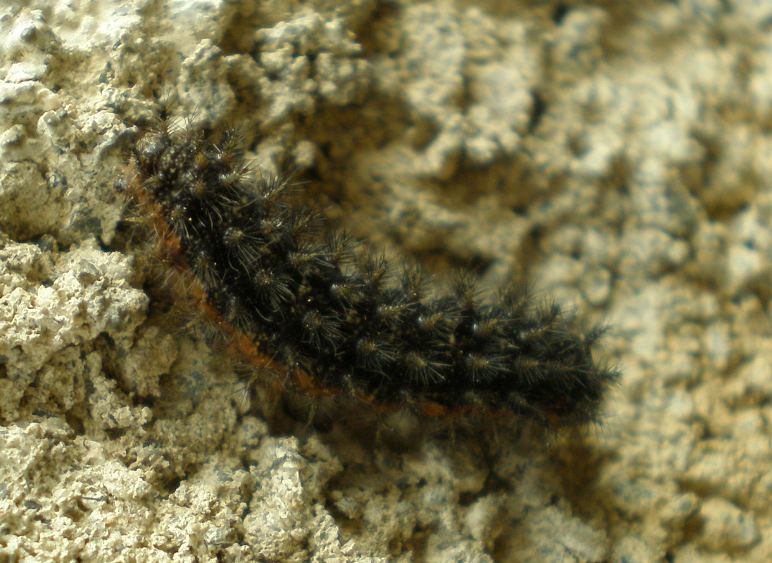
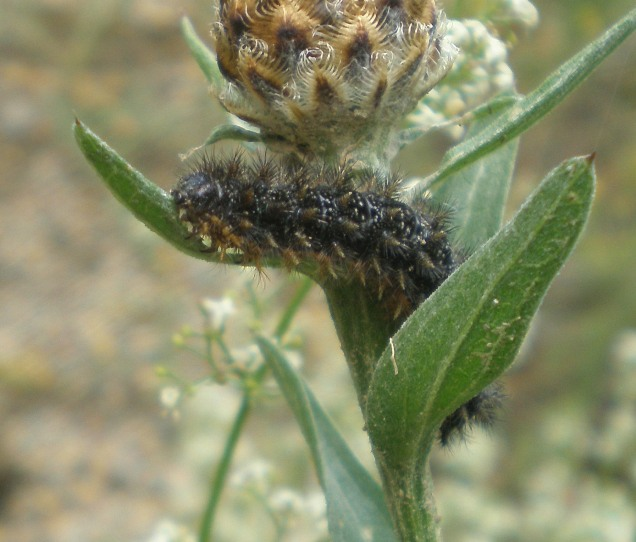